# Józef-Piłsudski-Museum
Das Józef-Piłsudski-Museum in Sulejówek (polnisch Muzeum Józefa Piłsudskiego w Sulejówku), einer Kleinstadt knapp zwanzig Kilometer östlich der polnischen Hauptstadt Warschau, ist Józef Piłsudski (1867–1935) gewidmet. Der polnische Staatsmann und Marschall von Polen lebte in den 1920er Jahren hier zusammen mit seiner Familie in der Villa Milusin (polnisch Willa „Milusin“), die heute Teil des Museums ist. Es ist als Pomnik historii geschützt.

## Geschichte
Bis 1922, als Józef Piłsudski Staatschef (polnisch Naczelnik Państwa) Polens war, lebte er mit seiner Ehefrau Aleksandra (1882–1963) und seinen beiden kleinen Töchtern Wanda (1918–2001) und Jadwiga (1920–2014) im Warschauer Belvedere-Palast. Danach, von 1923 bis 1926, war ihr Heim die Villa Milusin in Sulejówku und sie konnten hier eine glückliche Zeit verbringen. Nach dem Maiputsch von 1926 kehrte die Familie Piłsudski in den Belvedere-Palast zurück und lebte dort bis zum Tod des Vaters im Jahr 1935.
Nach dem deutschen Überfall auf Polen musste die verwitwete Aleksandra Piłsudska mit den beiden Töchtern das Land verlassen und ging ins Exil nach London. Erst im Herbst 1989 kehrten Wanda Piłsudska und Jadwiga Piłsudska-Jaraczewska mit ihrem Ehemann nach Polen zurück, das inzwischen den Kommunismus überwunden hatte, und ließen sich in Warschau nieder. Sie gründeten die Familienstiftung Józef Piłsudski, der es gelang, das Herrenhaus Milusin wiederzuerlangen und die Grundlagen zur Errichtung des heutigen Museums zu schaffen. Am 10. November 2008 wurde in der Villa ein entsprechender Vertrag unterzeichnet zwischen Jadwiga Jaraczewska, im Namen der Familienstiftung, und Bogdan Zdrojewski, dem damaligen Minister für Kultur und nationales Erbe. Am 9. Februar 2016 schloss das polnische Ministerium für Kultur und nationales Erbe mit einem Konsortium aus drei Architekturbüros den entscheidenden Vertrag zur Errichtung des Museums.
Das Museum wurde am 14. August 2020 eröffnet, am Vorabend des hundertsten Jahrestags der Schlacht bei Warschau (1920). In dieser Schlacht stoppten polnische Streitkräfte unter dem Befehl Piłsudskis die nach Westen vorrückende Rote Armee. Die Eröffnung geschah durch den Staatspräsidenten der Republik Polen, Andrzej Duda. In seiner Eröffnungsrede würdigte der Präsident den Marschall als „einen der größten Polen der Geschichte“ und fügte hinzu: „Sein größter Sieg war die Tatsache, dass Polen nach 123 Jahren auf die Landkarte zurückkehrte. Dies war der unerfüllte Traum […] mehrerer Generationen, die versuchten, die Unabhängigkeit wiederzugewinnen, und scheiterten.“ Der Präsident äußerte die Hoffnung, dass das Museum dazu beitragen wird, junge Menschen zu erziehen und das Wissen über die Zweite Polnische Republik zu fördern.
Der Neubau steht in unmittelbarer Nähe zur Villa Milusin, die nun als Teil des Museums öffentlich zugänglich ist. Im Zusammenspiel mit der Dauerausstellung im modernen Museumsgebäude bietet die restaurierte Villa mit dem originalen Interieur den Besuchern einen authentischen Einblick in das Leben Piłsudskis und seiner Familie. Darüber hinaus stellt die Ausstellung im Neubau chronologisch aufgebaut und themenbasiert die Geschichte des Marschalls Józef Piłsudski dar.

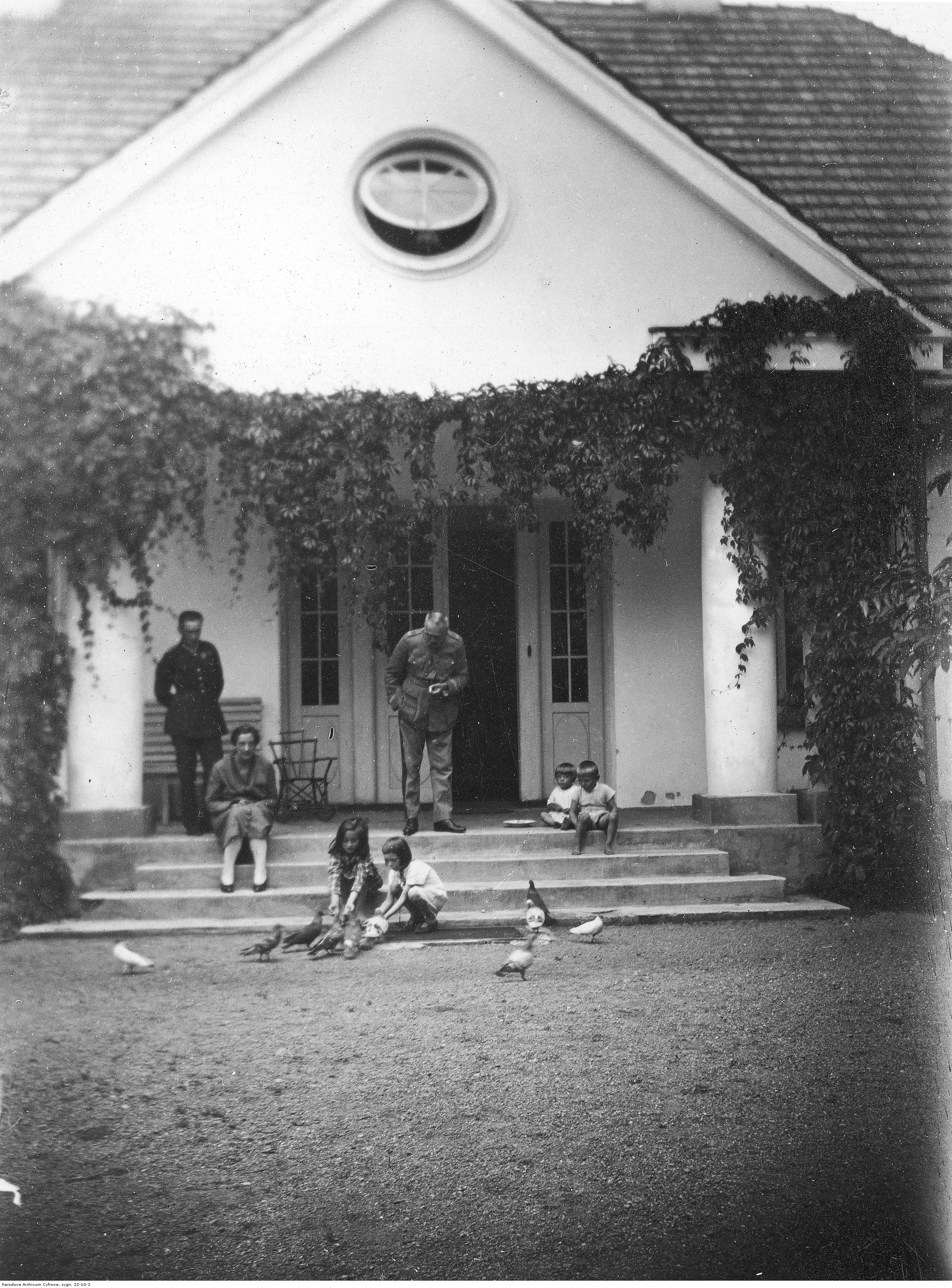
Die Familie Piłsudski vor der Villa (um 1924)
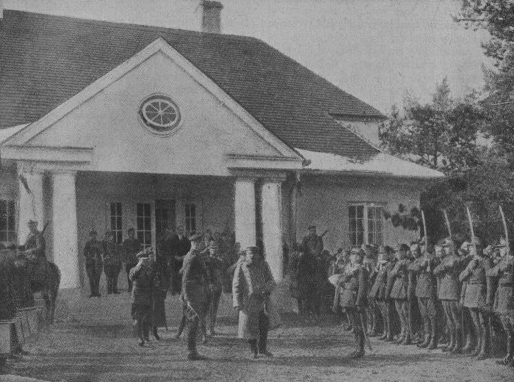
Militärdelegation vor der Villa zur Feier von Piłsudskis Namenstag (14. November 1925).
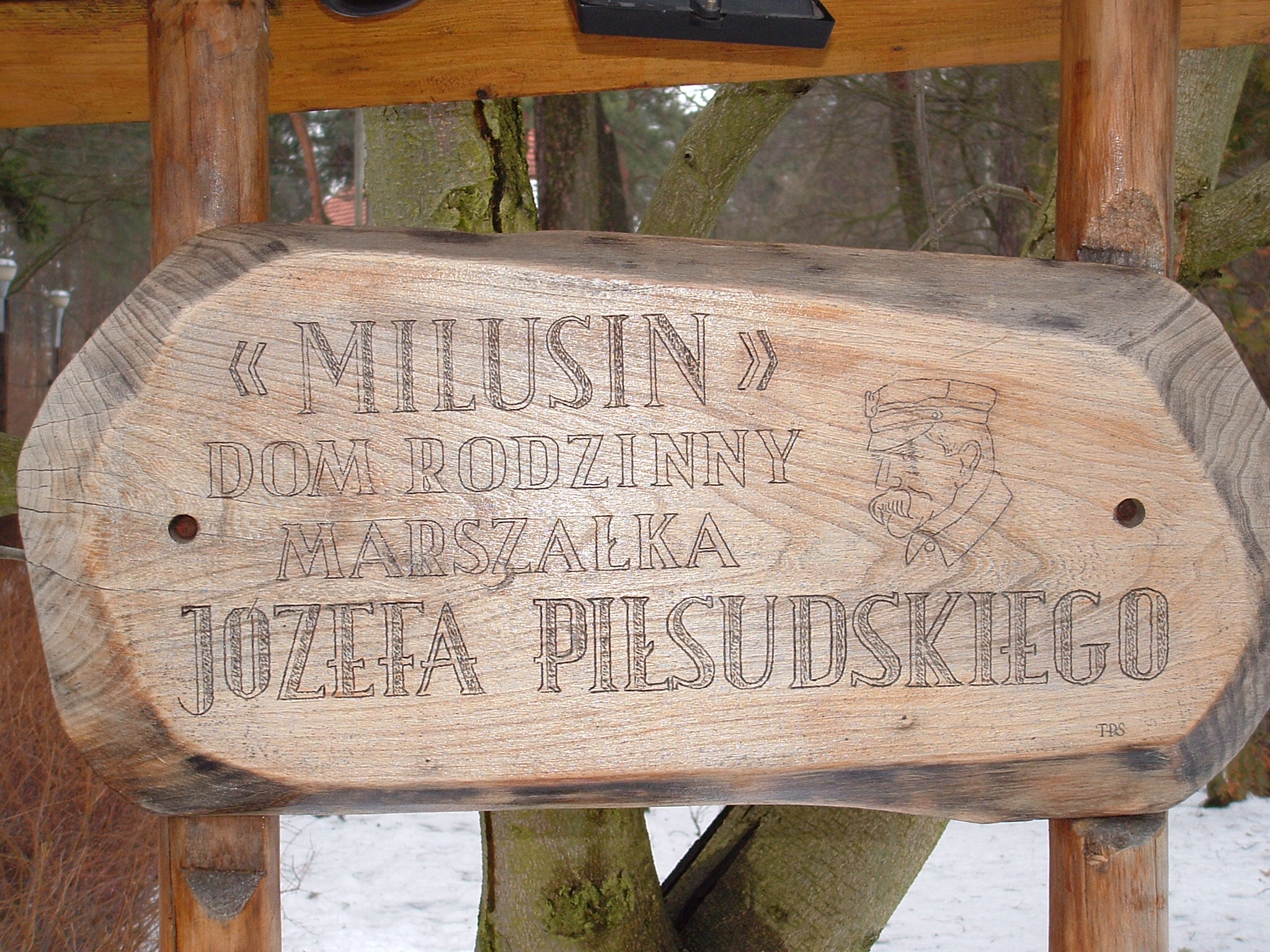
Hölzerne Tafel
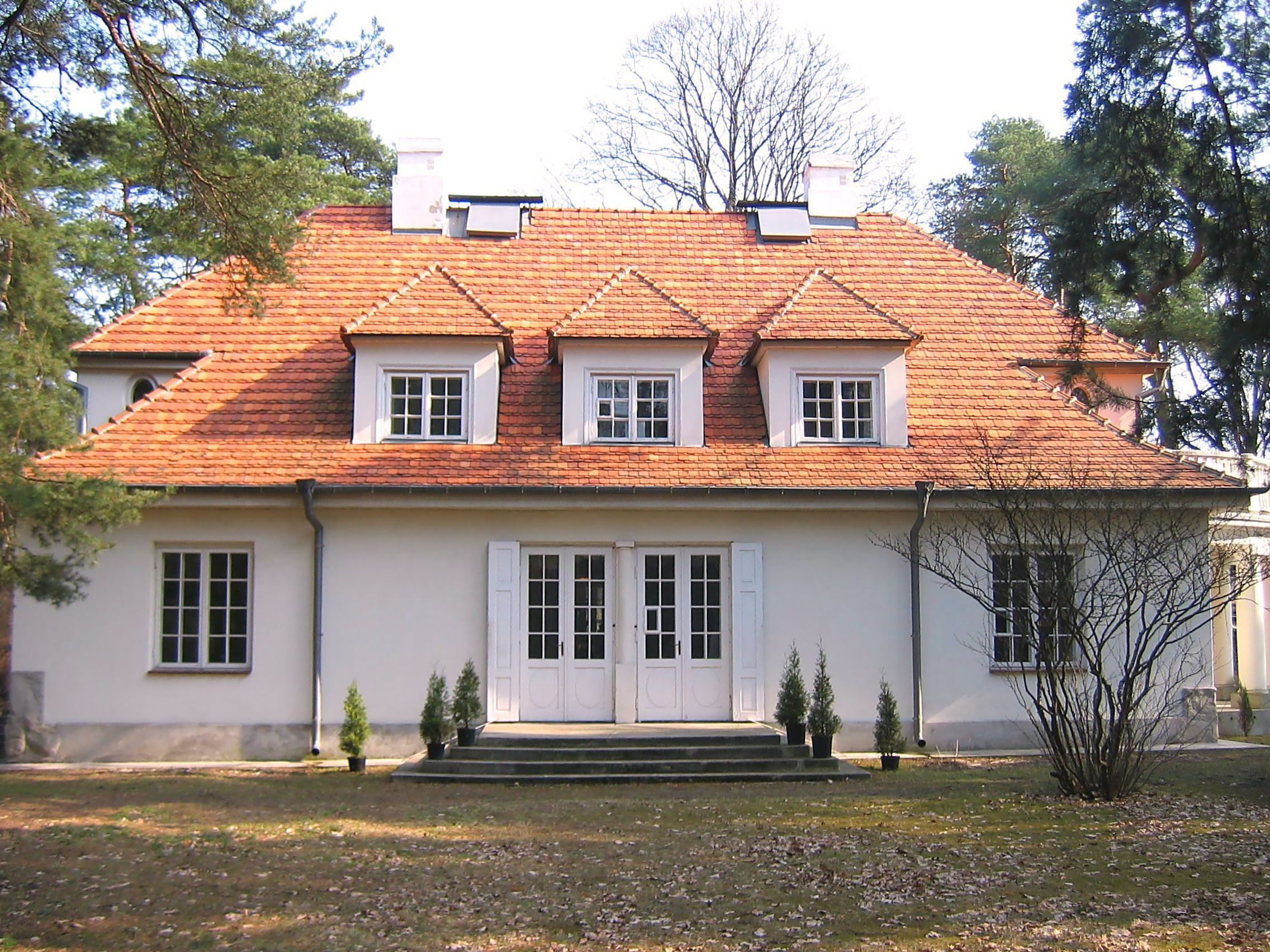
Rückansicht der Villa
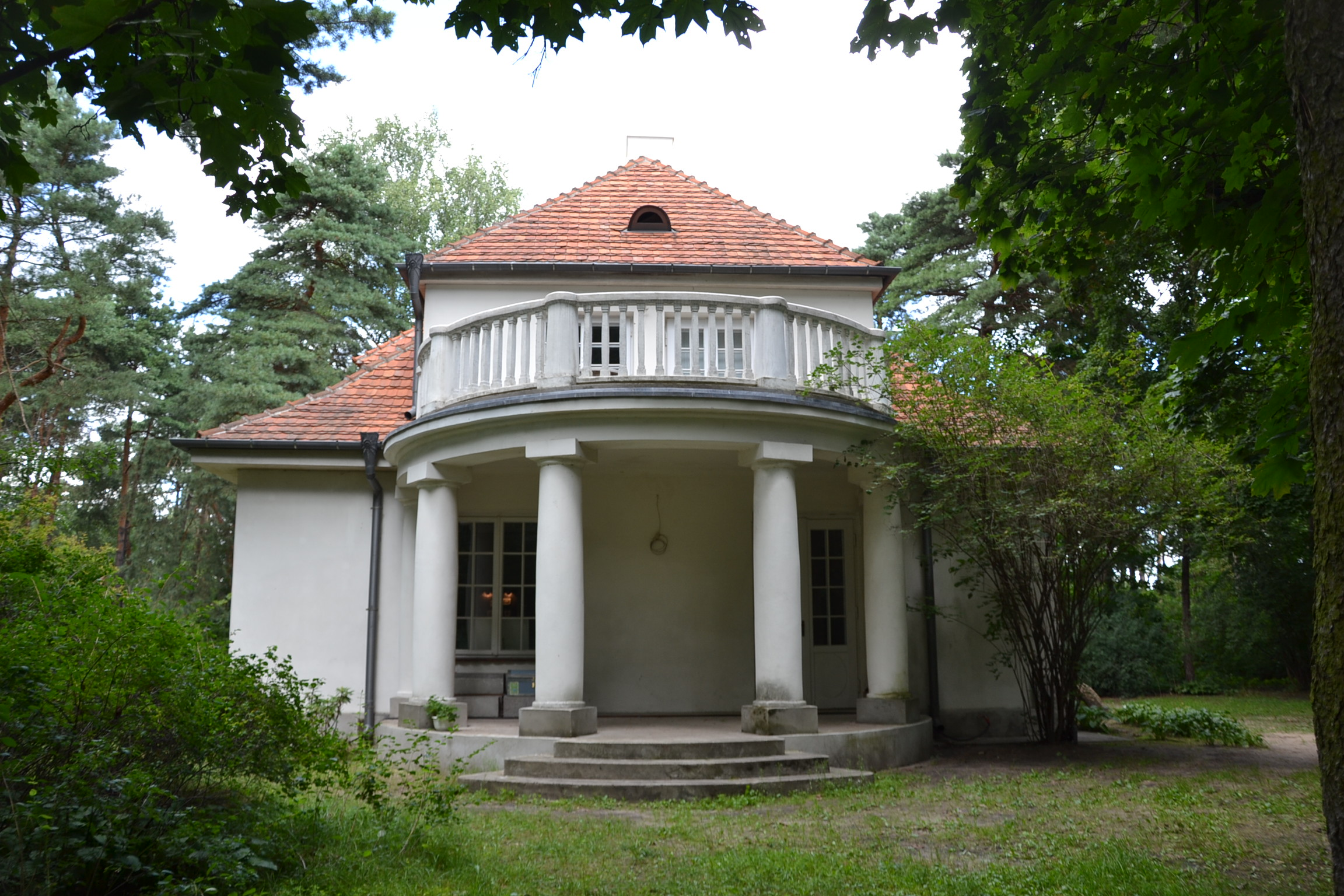
Seitenansicht
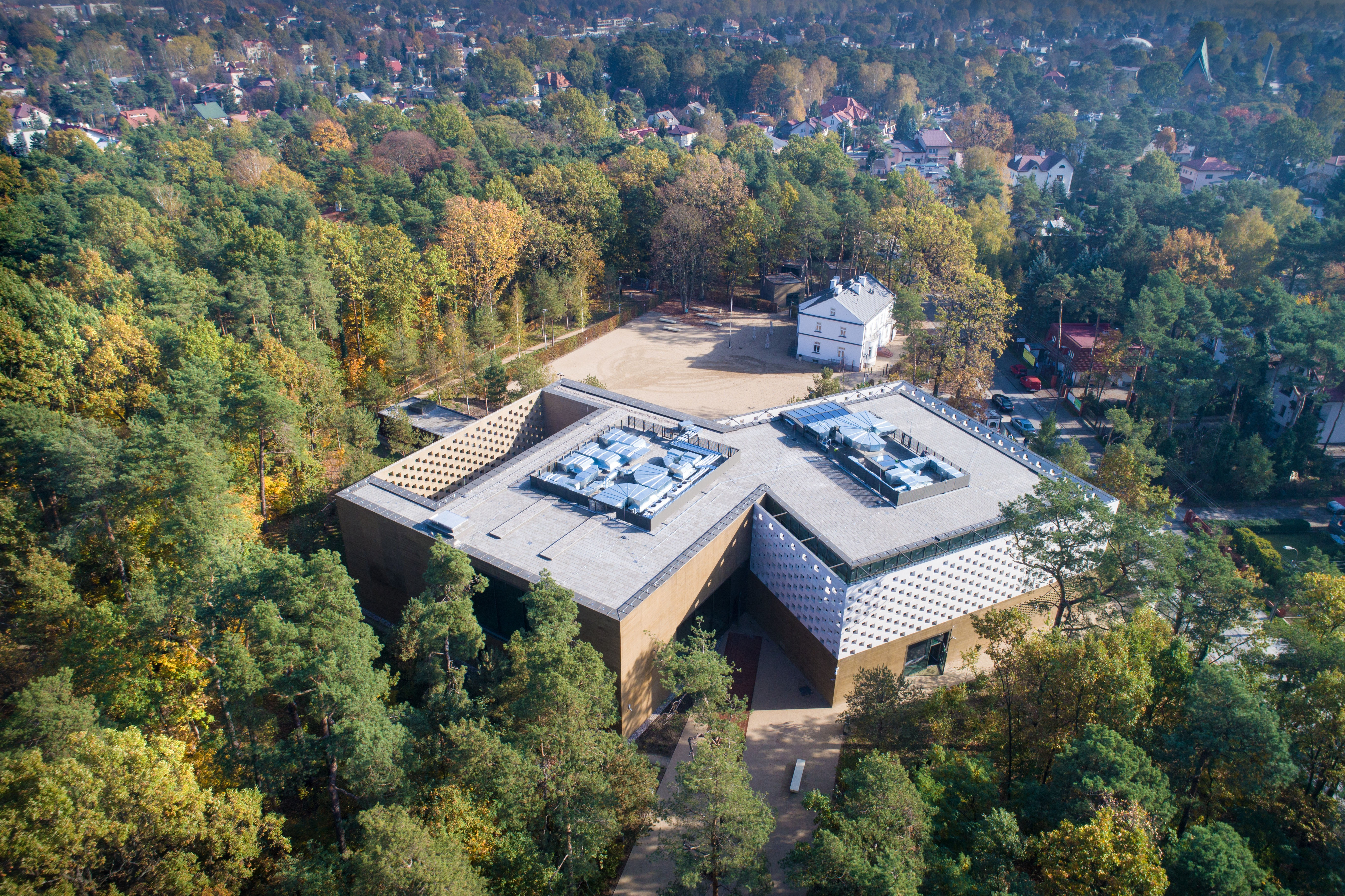
Der Museumsneubau
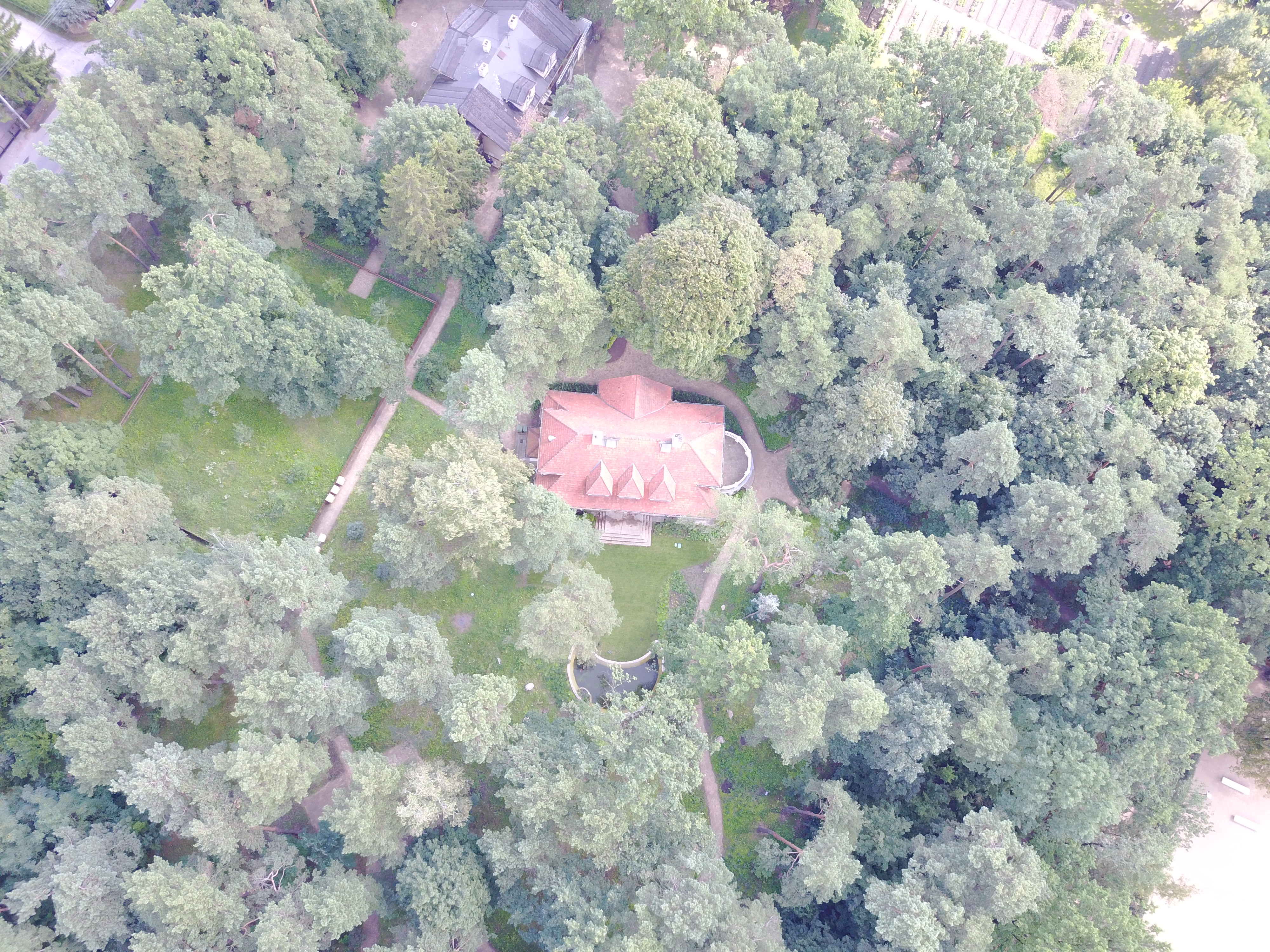
Luftaufnahme der Villa
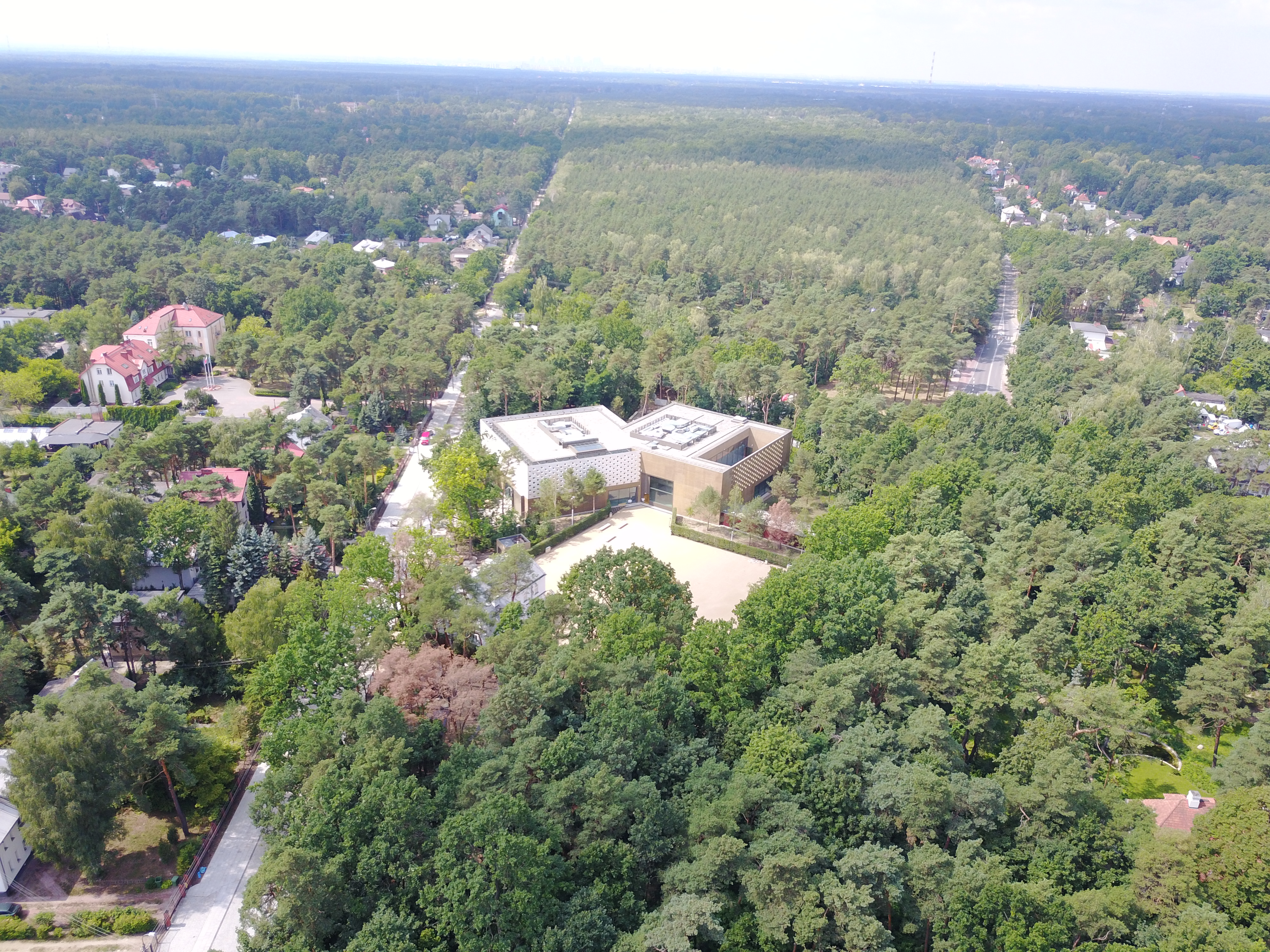
Luftaufnahme des Museums